# Richard Barry Bernstein
Richard Barry Bernstein (* 31. Oktober 1923 in Long Island, New York; † 8. Juli 1990 in Helsinki, Finnland) war ein US-amerikanischer Chemiker, der sich mit chemischer Kinetik beschäftigte und als einer der Begründer der Femtochemie gilt.
1955 entwickelte er Molekularstrahl-Methoden (molecular beam scattering), um chemische Reaktionen zu untersuchen. Die Verfügbarkeit ultrakurzer Laserpulse ermöglichte die Auflösung der Reaktionen bis in den Femtosekundenbereich. Dabei arbeitete er zuletzt mit Ahmed Zewail zusammen. Mit seinem Doktoranden Robert J. LeRoy entwickelte er 1970 eine Theorie, die Schwingungszustände in Molekülen nahe der Dissoziationsschwelle semiklassisch zu berechnen.
Bernstein machte 1943 seinen Bachelorabschluss an der Columbia University und arbeitete dann im Manhattan-Projekt an der Isotopenanreicherung. 1948 wurde er an der Columbia University in Chemie promoviert. Er wurde dort Professor und war Vorstand der Chemie Fakultät. Nach Professuren an der University of Michigan, der University of Texas, der University of Wisconsin–Madison und dem Illinois Institute of Technology wurde er 1983 Professor an der University of California, Los Angeles. Er starb in Helsinki, wo er sich zur Behandlung nach einem Herzanfall auf einer Konferenz in Moskau befand.
1956 wurde er Sloan Research Fellow. Er war Mitglied der National Academy of Sciences (1968), war Fellow der American Physical Society, der American Association for the Advancement of Science und der American Academy of Arts and Sciences (1970). 1989 erhielt er die National Medal of Science. 1988 erhielt er den Welch Award in Chemistry, 1985 den NAS Award in Chemical Sciences und 1989 die Willard Gibbs Medal.